# 북일면 (해남군)
북일면(北日面)은 대한민국 전라남도 해남군의 면이다.

## 행정 구역
- 금당리(金塘里)
- 내동리(內東里)
- 만수리(萬樹里)
- 방산리(方山里)
- 신월리(新月里)
- 용일리(龍日里)
- 운전리(雲田里)
- 흥촌리(興村里)

## 교육
- 북일초등학교 (흥촌리)
  - 산동분교 (폐교) - 북일면 장고봉로 401 (내동리)
- 두륜중학교 (흥촌리)